# Richard Powers
Pour les articles homonymes, voir Powers.
Œuvres principales
- Gains
- Le Temps où nous chantions
- La Chambre aux échos
- L'Arbre-monde

Richard Powers, né le 18 juin 1957 à Evanston dans l'Illinois (États-Unis), est un écrivain américain.

## Biographie

### Famille et formation
Richard Powers naît dans l’Illinois dans une famille de cinq enfants. Sa famille déménage quelque temps plus tard à Lincolnwood, un peu plus à l’ouest, où son père occupe un poste de principal dans une école. Il a onze ans lorsque toute la famille part à Bangkok, en Thaïlande. Son père y a accepté un poste à l’International School de Bangkok, où Richard est scolarisé jusqu’en 1972. Pendant ces années vécues à l’étranger, il se passionne pour la musique, notamment le chant, le violoncelle, la guitare, le saxophone et la clarinette. Il lit beaucoup, avant tout des essais, ainsi que des classiques comme l’Iliade et l’Odyssée.
La famille Powers rentre aux États-Unis quand Richard Powers a seize ans. Après sa scolarité au lycée de DeKalb (Illinois), il s’inscrit en physique à l'université de l'Illinois à Urbana-Champaign (UIUC). Il se réoriente vers des études de littérature anglaise dès le premier semestre. Il est diplômé de Bachelor of Arts (BA) en 1978, puis d’un Master of Arts en littérature en 1980. Il décide de ne pas poursuivre en thèse à cause de son aversion pour la pure spécialisation et parce qu’il trouvait que les étudiants en thèse et leurs professeurs perdaient le goût de la lecture et de l’écriture, comme il le mentionne dans Galatea 2.2.

### Carrière d'écrivain
Richard Powers devient un auteur reconnu et à succès aux États-Unis au début des années 1990, avec des romans explorant les relations entre sciences (physique, génétique, technologie) et art (musique). Il obtient plusieurs récompenses et distinctions dont une bourse MacArthur en 1989, ainsi que le Lannan Litterary Award en 1999. Il est titulaire en 2010 et 2013 de la chaire d'écriture Stein à l'université Stanford, avant d'être nommé professeur titulaire d'écriture créative dans cette même université Stanford (à la chaire Phil and Penny Knight Professor of Creative Writing).
Il est lauréat du prix Pulitzer de la fiction de littérature 2019 pour son roman L'Arbre-monde.

## Œuvres
- Trois fermiers s'en vont au bal, Le Cherche midi, 2004 ((en) Three Farmers on Their Way to a Dance, 1985)  (ISBN 978-2-7491-0227-6)
- Le Dilemme du prisonnier, Le Cherche midi, 2013 ((en) Prisoner's Dilemma, 1988)  (ISBN 978-2-7491-2842-9)
- (en) The Gold Bug Variations, William Morrow, 1991  (ISBN 978-0-688-09891-9)
- Opération âme errante, Le Cherche midi, 2019 ((en) Operation Wandering Soul, 1993)  (ISBN 978-0-688-11548-7)
- (en) Galatea 2.2, Farrar, Straus and Giroux, 1995  (ISBN 978-0-374-19948-7)
- Gains, Le Cherche midi, 2012 ((en) Gain, 1998)  (ISBN 978-2-7491-0923-7)
- L'Ombre en fuite, Le Cherche midi, 2009 ((en) Plowing the Dark, 2000)  (ISBN 978-2-7491-0396-9)
- Le Temps où nous chantions, Le Cherche midi, 2006 ((en) The Time of Our Singing, 2003)  (ISBN 978-2-7491-0489-8)
- La Chambre aux échos, Le Cherche midi, 2008 ((en) The Echo Maker, 2006)  (ISBN 978-2-7491-0937-4)National Book Award 2006
- Générosité : Un perfectionnement, Le Cherche midi, 2011 ((en) Generosity: an Enhancement, 2009)  (ISBN 978-2-7491-1491-0)
- Orfeo, Le Cherche midi, coll. « Lot 49 », 2015 ((en) Orfeo, 2013)  (ISBN 978-2-7491-3365-2)
- L'Arbre-monde, Le Cherche midi, 2018 ((en) The Overstory, 2018)  (ISBN 978-2-7491-5827-3)Prix Pulitzer de la fiction 2019
- Sidérations, Actes Sud, 2021 ((en) Bewilderment, 2021), trad. Serge Chauvin  (ISBN 978-2-330-15318-2)Suite de L'Arbre-monde
- Un jeu sans fin, Actes Sud, 2025 ((en) Playground, 2024), trad. Serge Chauvin, 416 p.  (ISBN 978-2-330-20034-3)